# Kelvin Omojola
Kelvin Lucas Omojola (* 15. April 1997 in Las Vegas) ist ein ehemaliger US-amerikanisch-deutscher Basketballspieler.

## Werdegang
Omojola besuchte die Green Valley High School in Henderson (US-Bundesstaat Nevada) und gehörte drei Jahre der dortigen Schulmannschaft an. Er studierte anschließend zunächst an der University of Nevada, Las Vegas (UNLV), danach am Benedict College in Columbia (Bundesstaat South Carolina). Für Benedicts, der zweiten NCAA-Division zugehörigen Hochschulmannschaft erzielte er in der Saison 2018/19 einen Mittelwert von 9,3 Punkten je Begegnung.
Von 2019 bis 2021 war er Spieler der Northwest University (Bundesstaat Washington) in der NAIA. In der Saison 2020/21 kam er auf sechs Einsätze und Mittelwerte von 13,7 Punkten, 4,7 Rebounds sowie 3,2 Korbvorlagen je Begegnung. Er erhielt eine Auszeichnung als Spieler der Woche der Cascade Collegiate Conference. In Anerkennung seiner Studienleistungen wurde Omojola 2021 auf der Bestenliste der Hochschule geführt.
In seinem ersten Jahr als Berufsbasketballspieler war Omojola Leistungsträger des deutschen Drittligisten BIS Baskets Speyer (15 Punkte, 3,1 Vorlagen/Spiel), traf im Verlauf der Saison 2021/22 insgesamt 63 Dreipunktewürfe und wechselte in der Sommerpause 2022 zum Zweitligisten PS Karlsruhe. Mit der Mannschaft erreichte er im Spieljahr 2022/23 das Halbfinale, Omojola erzielte in 40 Zweitligaeinsätzen für Karlsruhe im Durchschnitt 3,1 Punkte.
Im Juni 2023 gab Drittligist Dragons Rhöndorf Omojolas Verpflichtung bekannt. Mit Rhöndorf belegte er in der Saison 2023/24 der Hauptrunde der Südstaffel der ProB den ersten Platz und wurde im Finale durch zwei Siege gegen die RheinStars Köln ProB-Meister. Omojola erzielte im Meisterschaftsspieljahr im Durchschnitt 13,5 Punkte je Begegnung und stand mit 227 Korbvorlagen ligaweit an der Spitze. Er wurde in Rhöndorf Mannschaftskapitän. Er stand in der engeren Auswahl zur vom General-Anzeiger durchgeführten Wahl zum Sportler des Monats Mai 2024.
Im August 2023 wurde Omojola zum Trainingslager der Telekom Baskets Bonn eingeladen, um die Mannschaft anschließend auch in der Saison 2024/25 als Trainingsspieler zu unterstützen. Im Sommer 2025 gab Omojola sein Karriereende bekannt, um sich an der University of Nevada, Las Vegas einem Master-Studium zu widmen.

## Erfolge
- Meister der ProB: 2024 (mit den Dragons Rhöndorf)